# Eifuku-mon In
Eifuku-mon In (en japonés:永福門院, también escrito Eifuku Mon'in) o Saionji Shōko (西園寺しょう子, 西園寺鏱子) fue una célebre poetisa japonesa del Período Kamakura, consorte del 92° emperador Fushimi y miembro de la Escuela poética Kyōgoku (京極派|京極派). Su obra aparece en el texto Gyokuyōshū.